# Aérodrome de Muret - Lherm
Pour les articles homonymes, voir Muret.
L'aérodrome de Muret-Lherm (code OACI : LFBR) a pour vocation l’aviation légère de loisirs, d'affaires et sportive.

## Géographie
Situé en France sur les communes du Lherm et de Muret dans le département de la Haute-Garonne en région Occitanie à 5 km au sud ouest du centre de Muret.

## Histoire
L'aérodrome est délimité lors de la seconde Guerre mondiale par les allemands qui cherchaient un terrain d'entrainement.

## Caractéristiques
- Altitude du terrain 189 m
- Piste en dur 1 100 m × 30 m
- Piste en herbe accolée 825 m × 50 m
- Piste ULM en herbe 300 m × 37 m

Liste des aéro-clubs sur le terrain :
- Aéro-club Clément -Ader[2]
- Aéro-club Jean-Mermoz[3]
- Aéro-club CALM
- Aéro-club Léonard-de-Vinci
- Aéro-club de l'ENAC
- Aéro-club Jean-Marie-Bonnaf[4]

Il accueille également un des centres de formation de l'École nationale de l'aviation civile.

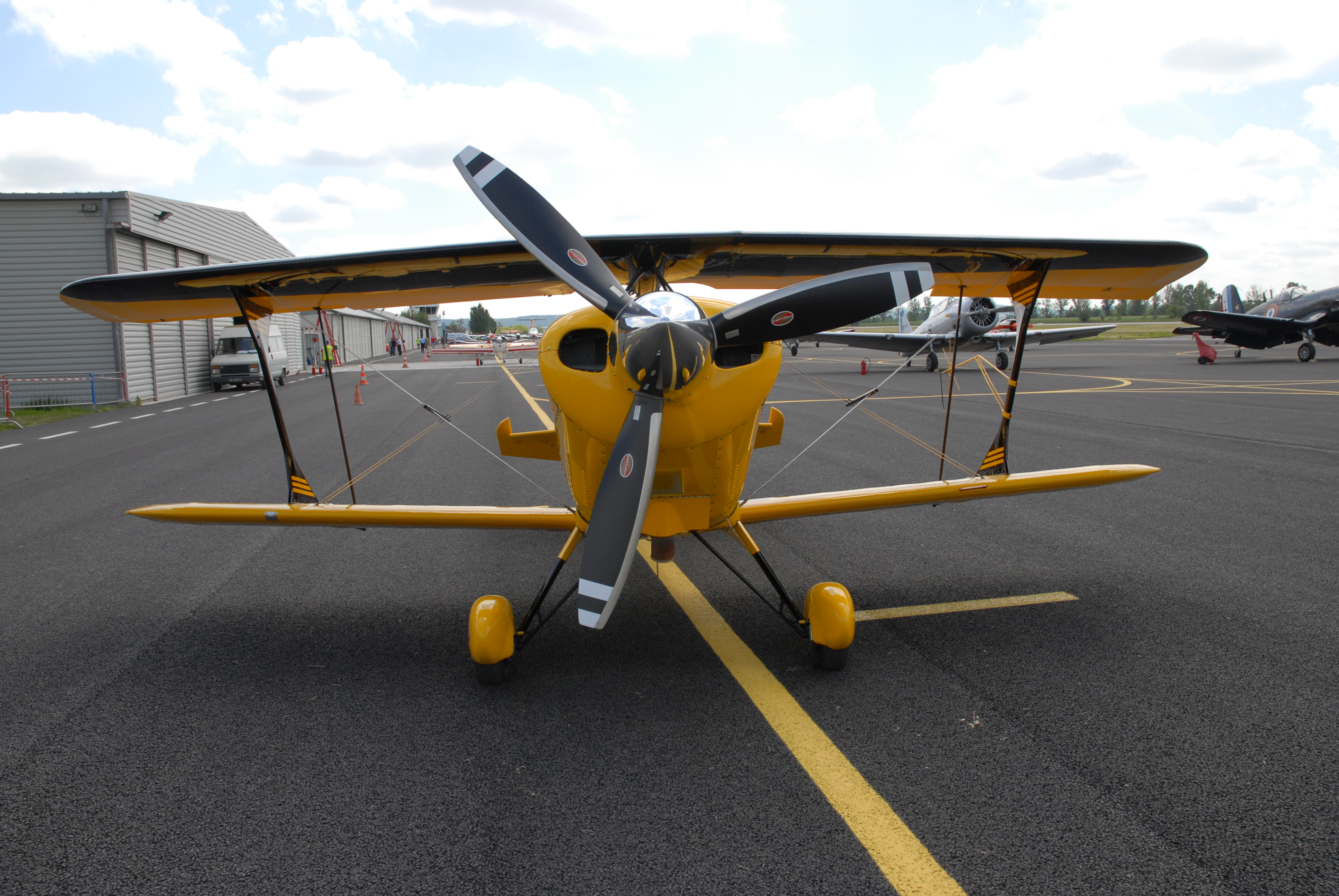
Pitts S-2C (Airexpo 2007).

## Zone ULM
Une zone ULM fait partie de l'aérodrome, avec une piste en herbe de 300  m et plusieurs hangars, aéro-club, privés et professionnels.

## Évènements
- Airexpo : meeting aérien annuel au mois de mai, à Muret depuis 1992[7] (sauf en 2008[8])
- Championnat du monde de voltige en 2000[9]
- Etape du Tour de France ATL en 2009[10]
- Etape du Tour de France ULM en 2016[11]

| \| 20 km1:2 341 000 \| Albi · Le Sequestre Montauban Millau · Larzac Cassagnes · Bégonhès Villefranche-de-Rouergue Mende · Brenoux Nogaro Condom · Valence-sur-Baïse Cahors · Lalbenque Figeac · Livernon Lasbordes Muret-Lherm · Saint-Gaudens · Montréjeau Bagnères · de-Luchon Pamiers · Les Pujols Saint-Girons · Antichan Castelnaudary · Villeneuve Lézignan · Corbières Alès · Cévennes Toulouse · Blagnac Francazal · Auch · Gers Castres · Mazamet Rodez · Aveyron Tarbes · Lourdes · Pyrénées Brive · Souillac Carcassonne · Salvaza Montpellier · Méditerranée Béziers · Cap d'Agde Nîmes · Garons Perpignan · Rivesaltes |
| 20 km1:2 341 000 |